# Bredsättra
Bredsättra är en småort i Borgholms kommun och kyrkbyn i Bredsättra socken på Öland.
I byn finns Bredsättra kyrka.